# Magdalena Żemojtel-Piotrowska
Magdalena Anna Żemojtel-Piotrowska (ur. 24 czerwca 1977) – polska psycholożka, nauczycielka akademicka.

## Życiorys
Magdalena Żemojtel-Piotrowska w 2001 ukończyła studia psychologiczne na Uniwersytecie Gdańskim, w 2002 w podyplomowym studium pedagogicznym Politechniki Gdańskiej, a w 2012 studium podyplomowe menadżer badań naukowych i prac rozwojowych Wyższej Szkoły Ekonomii i Innowacji w Lublinie. W 2006 doktoryzowała się Instytucie Psychologii Polskiej Akademii Nauk, przedstawiwszy dysertację Narzekanie i roszczeniowość a spostrzeganie świata społecznego. W 2016 habilitowała się na Uniwersytecie Gdańskim w specjalności psychologia społeczna na podstawie dorobku naukowego, w tym dzieła Ujęcie roszczeniowości w perspektywie psychologii międzykulturowej. W 2022 otrzymała tytuł profesora nauk społecznych.
W latach 2007–2017 związana zawodowo z Instytutem Psychologii Wydziału Nauk Społecznych Uniwersytetu Gdańskiego. Od 2017 zatrudniona w Instytucie Psychologii Wydziału Filozofii Chrześcijańskiej Uniwersytetu Kardynała Stefana Wyszyńskiego w Warszawie.
Jej zainteresowania badawcze obejmują: psychologię międzykulturową, społeczną i polityczną; roszczeniowość, narcyzm, dobrostan, wizerunek polityków, relacje międzygrupowe, mesjanizm, narcyzm grupowy; narcyzm indywidualny i kolektywny w modelu sprawczym-wspólnotowym; psychologiczne wyznaczniki i konsekwencje transcendencji duchowej i religijności.
Członkini zarządu Polskiego Stowarzyszenia Psychologii Społecznej.

## Publikacje książkowe
- Magdalena Żemojtel-Piotrowska: Psychologiczne wyznaczniki i konsekwencje roszczeniowości w perspektywie (między)kulturowej. Warszawa: Wydawnictwo Naukowe Scholar, 2016. ISBN 978-83-7383-819-2. Brak numerów stron w książce